# Mitchella (plante)
Pour les articles homonymes, voir Mitchella.
Espèce
Mitchella est un genre de plantes à fleurs de la famille des Rubiacées, principalement originaire de l'est de l'Amérique du Nord et de l'est de l'Asie. Le genre compte seulement deux espèces : M. repens et M. undulata.

## Taxonomie et classification

### Liste des espèces
Selon GBIF (11 juin 2021) :
- Mitchella repens L. - Pain de perdrix
- Mitchella undulata Siebold & Zucc.

### Synonymes
Selon GBIF (11 juin 2021), les genres suivants sont synonymes de Mitchella :
- Chamaedaphne Mitch.
- Disperma J.F.Gmel.
- Geoherpum Willd.
- Geoherpum Willd. ex Schult. & Schult.f.
- Perdicesca Prov.